# جاش دوهامل
جاش دامل (به انگلیسی: Josh Duhamel) بازیگر آمریکایی و متولد ۱۴ نوامبر ۱۹۷۲ است. دامل در ابتدا در صنعت مدلینگ مشغول به کار شد، اما پس از آن با بازی در نقش لیو دو پرس در مجموعه تلویزیونی تمام فرزندان من، که از شبکهٔ ای‌بی‌سی پخش شد، توانست اولین تجربهٔ بازیگری خود را رقم زند.
دامل با ظاهر شدن در مجموعه فیلم‌های تبدیل شوندگان به عنوان یکی از چهار نقش اصلی مجموعه، به‌طور جدی وارد این زمینه کاری شد. از دیگر فیلم‌های شناخته شدهٔ او می‌توان به زندگی که ما می‌شناسیم، هنگامی در رم، شب سال نو، پناهگاه امن و تو خودت نیستی اشاره کرد.
از دیگر فعالیت‌های دامل نیز، همکاری در ساخت دو سری از بازی‌های کامپیوتری ندای وظیفه است.

## اوایل زندگی
دوهامل در شهر ماینت زاده شد. مادر او، بانی کِمپر، معلم بازنشسته و فعال در عرصهٔ تجارت است. پدر او نیز، لری دوهامل، فروشنده تبلیغاتی است.
دوهامل ریشهٔ فرانسوی، کانادایی، ایرلندی، انگلیسی، اتریشی، آلمانی دارد. او همچنین یک کاتولیک فعال و معتقد است.
در جوانی والدین او از یکدیگر جدا شدند. با این حال او رابطهٔ خود را هم با پدر و هم مادر خود حفظ کرد هر چند که پس از جدایی والدینش، او در کنار مادر خود و سه خواهر کوچکترش به زندگی ادامه داد.
دوهامل در دانشگاه ایالتی ماینت حضور یافت و در طول تحصیلاتش برای تیم فوتبال دانشگاه در پست یک‌چهارم پشتی به میدان رفت.
دوهامل سرانجام در سال ۲۰۰۵ فارغ‌التحصیل شد.

## زندگی شخصی
دوهامل در سال ۲۰۰۴ وارد رابطه‌ای عاشقانه با خوانندهٔ آمریکایی، فرگی شد. این دو همدیگر را در مجموعهٔ تلویزیونی لاس‌وگاس که دوهامل یکی از اعضای آن بود برای اولین بار ملاقات کردند.
این زوج سرانجام در یک کلیسای کاتولیک در ساحل ملیبو با یکدیگر در سال ۲۰۰۹ ازدواج کردند.
چهار سال بعد، در اوت ۲۰۱۳، این زوج صاحب یک پسر شدند.
سرانجام این زوج در سپتامبر ۲۰۱۷، اعلام جدایی کردند.
پس از دوسال جدایی، این دو درخواست جدایی را به شکل قانونی صادر کردند و نهایتاً در نوامبر ۲۰۱۹ از یکدیگر به‌طور رسمی جدا شدند.

## فیلم‌شناسی

### فیلم
فهرست فیلم‌هایی که جاش دوهامل در آنها به ایفای نقش پرداخته‌است:
- تبدیل‌شوندگان
- تغییرشکل‌دهندگان: انتقام شکست‌خوردگان
- تغییرشکل‌دهندگان: تاریکی ماه
- زندگی آن‌طور که می‌شناسیمش
- رامونا و بیزوس
- آتش در ازاء آتش
- فیلم ۴۳
- بال‌ها
- شب سال نو
- رمانتیسم
- بتل کریک (مجموعه تلویزیونی)
- هنگامی که در رم
- تبدیل‌شوندگان: آخرین شوالیه
- ۱۱٫۲۲٫۶۳ (مجموعه تلویزیونی)
- پناهگاه امن
- سوء رفتار
- مؤسسه
- نمایش
- گردشگران
- برنده یک قرار با تاد همیلتون!
- عروسی شاتگان!
- بریوتاون

| سال  | عنوان                               | نقش                               | یادداشت |
| ---- | ----------------------------------- | --------------------------------- | --- |
| ۲۰۰۴ | The Picture of Dorian Gray          | Dorian Gray                       | |
| ۲۰۰۴ | Win a Date with Tad Hamilton!       | Tad Hamilton                      | Nominated – Teen Choice Award for Choice Movie: Male Breakout Star Nominated – Teen Choice Award for Choice Movie Liar |
| ۲۰۰۶ | Turistas                            | Alex                              | Nominated – Teen Choice Award for Choice Movie Actor: Horror/Thriller                                                  |
| ۲۰۰۷ | Transformers                        | Captain William Lennox            | Nominated – Teen Choice Award for Choice Movie Rumble (Captain Lennox vs. Blackout)                                    |
| ۲۰۰۹ | Transformers: Revenge of the Fallen | Major William Lennox              | |
| ۲۰۱۰ | The Romantics                       | Tom                               | |
| ۲۰۱۰ | When in Rome                        | Nick Beamon                       | |
| ۲۰۱۰ | Ramona and Beezus                   | Hobart                            | |
| ۲۰۱۰ | Life as We Know It                  | Eric Messer                       | Nominated – Teen Choice Award for Choice Movie Actor: Romantic Comedy                                                  |
| ۲۰۱۱ | Transformers: Dark of the Moon      | Lieutenant Colonel William Lennox | |
| ۲۰۱۱ | New Year's Eve                      | Sam Ahern                         | |
| ۲۰۱۲ | Fire with Fire                      | Jeremy Coleman                    | Direct-to-video |
| ۲۰۱۲ | Planet Ocean                        | Narrator                          | Documentary |
| ۲۰۱۳ | Movie 43                            | Anson                             | Segment: "Beezel" |
| ۲۰۱۳ | Safe Haven                          | Alex Wheatley                     | |
| ۲۰۱۳ | Scenic Route (aka Wrecked)          | Mitchell                          | |
| ۲۰۱۴ | Wings                               | Ace (voice)                       | |
| ۲۰۱۴ | You're Not You                      | Evan                              | |
| ۲۰۱۴ | Lost in the Sun                     | John                              | |
| ۲۰۱۴ | Don Peyote                          | Transient                         | |
| ۲۰۱۵ | بریوتاون                            | Alexander Weller                  | |
| ۲۰۱۶ | Misconduct                          | Ben                               | |
| ۲۰۱۶ | Spaceman                            | Bill "Spaceman" Lee               | |
| ۲۰۱۷ | The Institute                       | Detective                         | |
| ۲۰۱۷ | This Is Your Death                  | Adam Rogers                       | |
| ۲۰۱۷ | CHiPs                               | Rick                              | |
| ۲۰۱۷ | Transformers: The Last Knight       | Colonel William Lennox            | |
| ۲۰۱۸ | Love, Simon                         | Jack Spier                        | |
| ۲۰۱۹ | Capsized: Blood in the Water        | John Lippoth                      | |
| ۲۰۱۹ | The Buddy Games                     | Bobfather                         | Writer, Director, Producer                                                                                             |
| TBA  | Think Like a Dog                    |                                   | Post-production |